# エヂ・モッタ
エヂ・モッタ（Eduardo "Ed" Motta）（ポルトガル語発音: [eduˈaɾdu ˈmɔtɐ]、1971年8月17日 - ）は、ブラジルのMPB、ロック、ソウル、ファンク、ジャズのミュージシャン。ブラジルのソウルシンガー、チン・マイアの甥にあたる。ローリング・ストーン・ブラジルが選ぶ「ブラジル音楽の100人のシンガー」に選ばれている。

## 経歴

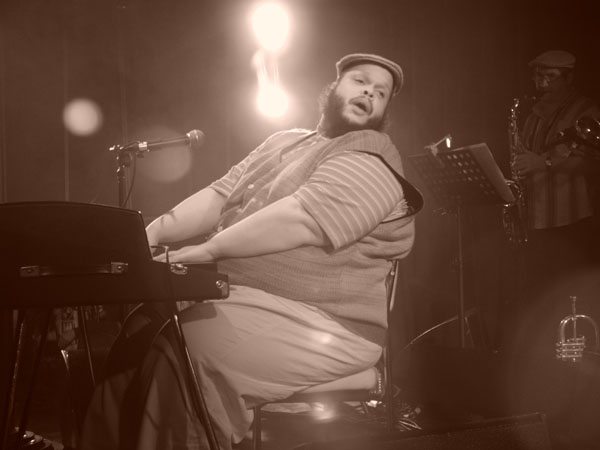
キーボードを演奏しているエヂ・モッタ（2006年）

エヂ・モッタは、1971年8月17日、リオデジャネイロ北部のティジュカにて、ルジア・モッタ（チン・マイアの姉妹）とアントニオ・モッタの間に生まれた。
10代の頃からディスコ、ソウル、ファンクを聴き、後にロックに傾倒。ハードロック・バンド「Kabbalah」のボーカルを担当したほか、ギタリストのLuiz Fernando Compridoとバンド「Expresso Realengo」を結成。後にバンドは「コネクシオン・ジャペリ（Conexão Japeri）」と改名し、最初のアルバム『Ed Motta & Conexão Japeri』を1988年に録音した。 
1990年にソロ活動を開始し、『Um Contrato Com Deus』でソロ・アルバム・デビュー。このアルバムではほとんどすべての楽器を自身で演奏した。1997年にブラジル映画『Pequeno Dicionário Amoroso （The Book of Love）』にサウンドトラックを提供したほか、1999年にはディズニー映画『ターザン』のフィル・コリンズの楽曲をブラジル・ポルトガル語に翻訳している。その後もいくつかのソロ・アルバムをリリースし、2006年にはアルバム『Aystelum』がラテン・グラミー賞のラテンジャズ部門にノミネートされた。
これまでにロイ・エアーズ、4ヒーロー、セウ・ジョルジ、イリアーヌ・イリアス、インコグニート、ボ・ディドリー、坂本龍一などと共演したことがある。また、さまざまなジャンルの作品を手掛けており、ジャズ、MPB、ロック、ハリウッド映画のサウンドトラック、ファンク、クラシック音楽、AOR 、ボサノヴァ、レゲエまで幅広く存在する。

### 日本との関わり
日本のシティ・ポップやジャズの愛好家・レコードコレクターとしても知られ、お気に入りのアーティストとして山下達郎や南佳孝、三木敏悟や鈴木宏昌などを挙げている。2016年には音楽誌『Wax Poetics』の企画で、日本のシティ・ポップをテーマとしたミックスを公開している。
2003年にブルーノート東京でのインコグニート公演にてシンガーとして初めて来日しており、その際に日本のシティ・ポップやジャズを中心に約3000枚の中古盤を購入した。2013年にも再来日し、同じくブルーノート東京でデイヴィッド・T・ウォーカーをギタリストに迎え公演を行っている。また、この公演では山下達郎の「Windy Lady」を日本語でカバーした。

## ディスコグラフィ

### コネクシオン・ジャペリ（Conexão Japeri）
| タイトル                  | リリース年 | レーベル               | フォーマット |
| ------------------------- | ---------- | ---------------------- | ------------ |
| Ed Motta & Conexão Japeri | 1988年     | ワーナー・ミュージック | LP、K7、CD   |

### ソロ・アルバム
| タイトル                                   | リリース年 | レーベル                 | フォーマット                 |
| ------------------------------------------ | ---------- | ------------------------ | ---------------------------- |
| Um Contrato com Deus                       | 1990年     | ワーナー・ミュージック   | LP、K7                       |
| Entre e Ouça                               | 1992年     | ワーナー・ミュージック   | LP、K7、デジタルダウンロード |
| Manual Prático para Festas, Bailes e Afins | 1997年     | ユニバーサルミュージック | デジタルダウンロード、CD     |
| Remixes & Aperitivos                       | 1998年     | ユニバーサルミュージック | デジタルダウンロード、CD     |
| As Segundas Intenções do Manual Prático    | 2000年     | ユニバーサルミュージック | デジタルダウンロード、CD     |
| Dwitza                                     | 2002年     | ユニバーサルミュージック | デジタルダウンロード、CD     |
| Poptical                                   | 2003年     | Trama                    | デジタルダウンロード、CD、LP |
| Aystelum                                   | 2005年     | Trama                    | デジタルダウンロード、CD     |
| Perfil                                     | 2005年     | Som Livre                | デジタルダウンロード、CD     |
| Piquenique                                 | 2009年     | Trama                    | デジタルダウンロード、CD     |
| Chapter 9                                  | 2010年     | Trama                    | デジタルダウンロード、CD     |
| AOR                                        | 2013年     | LAB 344                  | デジタルダウンロード、CD、LP |
| Perpetual Gateways                         | 2016年     | LAB 344                  | デジタルダウンロード、CD、LP |
| Criterion Of The Senses                    | 2018年     | Membran                  | デジタルダウンロード、CD、LP |

### コンピレーション・アルバム
| タイトル                         | リリース年 | レーベル                 | フォーマット             |
| -------------------------------- | ---------- | ------------------------ | ------------------------ |
| E-Collection: Ed Motta           | 2000年     | ワーナー・ミュージック   | デジタルダウンロード、CD |
| Série Sem Limite: Ed Motta       | 2001年     | ユニバーサルミュージック | デジタルダウンロード、CD |
| Warner 25 Anos: Ed Motta         | 2001年     | ワーナー・ミュージック   | デジタルダウンロード、CD |
| Novo Millenium: Ed Motta         | 2005年     | ユニバーサルミュージック | デジタルダウンロード、CD |
| Warner 30 Anos: Ed Mota          | 2006年     | ワーナー・ミュージック   | デジタルダウンロード、CD |
| Sucessos Em Dose Dupla: Ed Motta | 2012年     | ワーナー・ミュージック   | デジタルダウンロード、CD |

### ライブ・アルバム
| タイトル        | リリース年 | レーベル               | フォーマット |
| --------------- | ---------- | ---------------------- | ------------ |
| Ao Vivo         | 1993年     | ワーナー・ミュージック | CD、LP、K7   |
| Ao Vivo (duplo) | 2004年     | Trama                  | CD           |

### DVD
| タイトル        | リリース年 | レーベル | フォーマット |
| --------------- | ---------- | -------- | ------------ |
| Ed Motta em DVD | 2004年     | Trama    | DVD          |